# 일반특혜관세제도
일반특혜관세제도(Generalized System of Preferences)는 개발도상국의 수출확대 및 공업화 촉진을 위해 선진국이 개발도상국으로부터 수입하는 농수산품, 공산품의 제품·반제품에 대하여 대상을 받지 않고 일반적으로 무관세의 적용 또는 저율의 관세를 부여하는 관세상의 특별대우를 말한다.